# Andrés de Pez
Andrés Matías de Pez y Malzárraga (Cádiz, 1657 - Madrid, 1723) fue un marino y hombre de estado español.

## Biografía
Descendiente de vizcaínos, nació en Cádiz, donde su padre Andrés de Pez y Capetillo estaba destinado como capitán de la Armada de Andalucía. A los 16 años se enroló como simple marinero en la carrera de Indias, ascendiendo rápidamente en el escalafón, destacándose en la castellanía de San Juan de Ulúa, en la capitanía del puerto de Veracruz, en la exploración del delta del Misisipi y Pensacola, en la conducción de la flota del tesoro de 1707 y 1710 o en el sitio de Barcelona durante la Guerra de Sucesión Española.
Durante su etapa política fue miembro del Consejo de Guerra desde 1715, gobernador del Consejo de Indias desde 1717 y Secretario de Estado y del Despacho de Marina desde 1721 hasta su muerte, ocurrida en 1723.
| Predecesor: Rodrigo Manuel Manrique de Lara | Gobernador del Consejo de Indias Enero de 1717 - marzo de 1723 | Sucesor: Baltasar de Zúñiga y Guzmán |

- Datos: Q2849043